# Andaluski konj
Andaluzujac, takođe poznat kao čistokrvni španski konj ili PRE (šp. pura raza española) rasa je konja sa Pirinejskog polustrva, čiji su preci živeli hiljadama godina. Andaluzijci su prepoznati kao zasebna pasmina još od 15. veka, i njihova konformacija se tokom vekova vrlo malo promenila. Kroz istoriju bili su poznati po svojoj hrabrosti kao ratni konji, i plemstvo ih je cenilo. Španska vlada je ovu pasminu koristila kao diplomatsko oružje, i kraljevi širom Evrope jahali su i posedovali španske konje. Tokom 19. veka, rat, bolesti i ukrštanje su dramatično smanjili veličinu krda, i uprkos izvesnom oporavku u kasnom 19. veku, trend se nastavio i početkom 20. veka. Izvoz andaluzijaca iz Španije bio je ograničen do 1960-ih, ali pasmina se od tada proširila širom sveta, uprkos njihovoj maloj populaciji. Tokom 2010. godine bilo je više od 185.000 registrovanih andaluzijaca širom sveta.

## Karakteristike
Andaluski žrebci i uštrojeni konji su u proseku visoki 156 cm u hrbati i teže 512 kg; kobile prosečno imaju 154 cm i 412 kg. Španska vlada postavila je minimalnu visinu za registraciju u Španiji na 152 cm za mužjake i 150 cm za kobile - ovoj standard sledi Špansko udruženje uzgajivača čistokrvnih španskih konja (Asociación Nacional de Criadores de Caballo de Pura Raza Española ili ANCCE) i Australazijsko udruženje andaluskih konja. Špansko zakonodavstvo takođe zahteva da, kako bi životinje bile odobrene kao „kvalifikovani” ili „elitni” uzgojni stok, zdrebci moraju imati najmanje 155 cm, a kobile najmanje 153 cm.
Andaluski konji su elegantni i snažno građeni. Pripadnici pasmine imaju glave srednje dužine, ravno ili blago konveksnog profila. Ultra konveksni i konkavni profili su obeshrabreni u pasmi i bivaju kažnjavani na izložbama rase. Njihovi vratovi su dugi i široki, idući do dobro definirane hrbati i masivnih prsa. Oni imaju kratka leđa i široki, snažni zadnji deo tela sa dobro zaobljenom krupom. Ova pasmina ima čiste noge, bez sklonosti manama ili povredama, kao i energično kretanje. Griva i rep su debeli i dugi, ali noge nemaju prekomernu dlaku. Andaluzijci su skloni poslušnosti, a istovremeno su inteligentni i osetljivi. Kada se s njima postupa s poštovanjem, oni brzo uče, odgovaraju i sarađuju.
Postoje dve dodatne karakteristike jedinstvene za kartuzijansku lozu, za koju se veruje da sežu unazad do lozinog osnivačkog ždrebca Esklava. Prvo su bradavice ispod repa, osobina koju je Esklavo prenio na svoje potomstvo i osobina koju su neki uzgajivači smatrali neophodnom da dokažu da je konj pripadnik Esklavove krvne loze. Druga karakteristika je povremeno prisustvo „rogova”, koji su frontalna ispupčenja, verovatno nasleđena od azijskih predaka. Fizički opisi tih ispupčenja variraju, u rasponu od onih nalik na kalcijumske depozite na slepočnicama, do malih izbočina sličnih rogovima u blizini ili iza uha. Međutim, ovi „rogovi” se ne smatraju dokazom Esklavovog porekla, za razliku od repnih bradavica.
U prošlosti je postojala većina boja dlake, uključujući tačkaste obrasce. Danas je većina Andaluzijanaca siva ili smeđa; u SAD je oko 80 odsto svih andalužanaca sivo. Od preostalih konja otprilike 15 posto je smeđe, a 5 posto crno, crvenkasto ili palomino ili kestenjasto. Ostale boje, kao što su jelenska, biserna i kremasta, su retke, ali ih registraciona tela za ovu pasmu prepoznaju kao dozvoljene boje.
U ranoj istoriji pasmine, određene bele površine i uvijanja dlake su smatrane pokazateljima karaktera i dobre ili loše sreće. Smatralo se da konji sa belim čarapama na nogama imaju dobru ili lošu sreću, zavisno od obeležene noge ili nogu. Konj bez ikakvih belih tragova smatran je zlo-naravnim i vraškim, dok su se pojedine oznake lica smatrale indikacijom iskrenosti, odanosti i izdržljivosti. Slično tome, uvijanja dlake na raznim mestima smatrana su da pokazuju dobru ili lošu sreću, pri čemu su najnesrećnija bila ona na mestima gde ih konj nije mogao videti - na primer, na slepoočnicama, obrazu, ramenu ili srcu. Dva zavijanja kraj korena repa smatrana su znakom hrabrosti i sreće.
Kretanje andaluskih konja je izduženo, uzdignuto, ritmično i skladno, sa ravnotežom zaokruženosti i kretanja napred. Loše uzdignuće, nepravilan tempo i prekomerno krivljenje (bočno kretanje nogu od kolena prema dole) standardi pasmine obeshrabruju. Andaluski konji su poznati po svojoj spretnosti i sposobnosti da brzo nauče teške poteze, poput napredne kolekcije i okretanja na bedrimra. Jedna studija iz 2001. godine uporedila je kinematske karakteristike andaluskih, arapskih i anglo-arapskih konja tokom kretanja u kasu. Otkriveno je da andaluzijci manje povlače (stepen do kojeg stražnje kopito sleti ispred otisaka prednjeg kopita), ali da takođe pokazuju veće savijanje prednjih i zadnjih zgloba, kretanje u skladu sa uzdignutim načinom kretanja koji se obično nalazi kod ove pasmine. Autori studije su teoretisirali da ove karakteristike pasmine konja mogu doprineti njihovom uspehu kao jahački i dresurni konji. 
Jedna studija iz 2008. utvrdila je da andaluzijci doživljavaju ishemijske bolesti (smanjeni protok krvi) tankog creva znatno brže od ostalih rasa; a ždrebci su imali veći broj preponskih kila, sa rizikom pojave 30 puta većim od ostalih pasmina. Istovremeno, oni su takođe pokazali nižu učestalost opstrukcije debelog creva. Tokom studije, andaluzijci su takođe pokazali najveći rizik od laminitisa kao medicinske komplikacije povezane sa crevnim problemima.

## Literatura
- Bennett, Deb (1998). Conquerors: The Roots of New World Horsemanship. Solvang, CA: Amigo Publications. ISBN 978-0-9658533-0-9.
- Bongianni, Maurizio, ур. (1988). Simon & Schuster's Guide to Horses and Ponies. New York: Simon & Schuster, Inc. ISBN 978-0-671-66068-0.
- Hendricks, Bonnie (2007). International Encyclopedia of Horse Breeds. Norman, OK: University of Oklahoma Press. ISBN 978-0-8061-3884-8.
- Jankovich, Miklos, translated by Anthony Dent (1971). They Rode Into Europe: The Fruitful Exchange in the Arts of Horsemanship between East and West. London: George G. Harrap & Co, Ltd. ISBN 978-0-684-13304-1.
- Llamas, Juan, translated by Jane Rabagliati (1997). This is the Spanish Horse. London: J.A. Allen. ISBN 978-0-85131-668-0.
- Loch, Sylvia (1986). The Royal Horse of Europe: The Story of the Andalusian and Lusitano. London: J. A. Allen. ISBN 978-0-85131-422-8.
- Raber, Karen (2005). „A Horse of a Different Color: Nation and Race in Early Modern Horsemanship Treatises”.  Ур.: Raber, Karen; Tucker, Treva J. The Culture of the Horse: Status, Discipline, and Identity in the Early Modern World. New York: Palgrave MacMillan. ISBN 978-1-4039-6621-6.
- Walker, Stella A.; Summerhays, R. S. (1975). Summerhays' Encyclopaedia for Horsemen. London: F. Warne. ISBN 978-0-7232-1763-3.
- Royo, L.J., I. Álvarez, A. Beja-Pereira, A. Molina, I. Fernández, J. Jordana, E. Gómez, J. P. Gutiérrez, and F. Goyache (2005). „The Origins of Iberian Horses Assessed via Mitochondrial DNA”. Journal of Heredity. 96 (6): 663—669. PMID 16251517. doi:10.1093/jhered/esi116. Приступљено 15. 12. 2008.
- Jansen, Thomas, Peter Forster, Marsha A. Levine, Hardy Oelke, Matthew Hurles, Colin Renfrew, Jürgen Weber, and Klaus Olek (6. 8. 2002). „Mitochondrial DNA and the origins of the domestic horse”. Proceedings of the National Academy of Sciences. 99 (16): 10905—10910. Bibcode:2002PNAS...9910905J. PMC 125071 . PMID 12130666. doi:10.1073/pnas.152330099.
- Cai, Dawei; Tang, Zhuowei; Han, Lu; Speller, Camilla F.; Yang, Dongya Y.; Ma, Xiaolin; Cao, Jian'en; Zhu, Hong; Zhou, Hui (2009). „Ancient DNA provides new insights into the origin of the Chinese domestic horse” (PDF). Journal of Archaeological Science. 36 (3): 835—842. doi:10.1016/j.jas.2008.11.006. Приступљено 17. 1. 2011.
- McGahern, A; Bower, M. A. M.; Edwards, C. J.; Brophy, P. O.; Sulimova, G.; Zakharov, I.; Vizuete-Forster, M.; Levine, M.; Li, S.; MacHugh, D. E.; Hill, E. W. (2006). „Evidence for biogeographic patterning of mitochondrial DNA sequences in Eastern horse populations”. Animal Genetics. 37 (5): 494—497. PMID 16978180. doi:10.1111/j.1365-2052.2006.01495.x.